# نورية السداني
الأستاذة نورية صالح السداني من مواليد 1946م مؤرخة وكاتبة كويتية، تلقت تعليمها الأولي في المدرسة القبلية ثم بعد انتقال أسرتها إلى منطقة أخرى واصلت دراستها في حولي.
تعد نورية السداني واحدة من النساء الكويتيات اللاتي برزن في العمل النسائي وكانت دائما في الطليعة من هذا العمل.
فلقد ترأست أول جمعية نسائية في تاريخ الكويت وهي جمعية النهضة الأسرية وكان ذلك عام (1962 - 1979) بما يقدم إشارة واضحة إلى اهتمامها المبكر بقضايا المرأة.

## الدراسة
تلقت دروسا نظرية وعملية في القاهرة على يد أساتذة كبار ومن أبرزهم كمال الشيخ وأحمد فراج ونور الدمرداش.
وقد ساعدتها الدراسة في الالتقاء بأبرز الفنانين في مواقع التصوير مثل سعاد حسني وعبد الله غيث وكريمة مختار، وقد ارتبطت بصداقات مع عدد من الفنانين بينهم سعاد حسني.
وقد تخرجت في معهد التلفزيون العربي بعد أن قدمت مشروع تخرجها حول مذكرات طالبة كويتية ومثلت في المشروع كوثر الجوعان التي كانت تدرس آنذاك في القاهرة مع عدد من الفتيات الكويتيات.

## من إنجازاتها
- أول رئيسة لأول اتحاد نسائي في الكويت.
- أول عضو مجلس إدارة نسائي في جمعية نسائية.
- أول من أسس حضانة لأبناء الأسر العاملة في الكويت.
- أول من قدم عريضة إلى مجلس الأمة الكويتي عام 1971 تطالب فيها بإعطاء المرأة حقها السياسي إلى جانب كونها رائدة من رائدات الإعلام في الكويت وإحدى المدافعات بصلابة عن حقوق المرأة.
- أول مخرجة تلفزيونية كويتية، درست الإخراج التلفزيوني في القاهرة (1974 - 1965).
- كانت ثاني أول مذيعة تعمل في إذاعة الكويت بعد ضياء الغانم عام 1959م[1] وكانت تبلغ من العمر 15 عاماً.
- تولت العديد من المناصب العربية، فقد ترأست لجنة الأسرة بالاتحاد النسائي العربي لشؤون الأسرة (1970 - 1975) ثم الأمينة العامة للاتحاد النسائي العربي لشؤون الأسرة والمديرة العامة لمنظمة الأسرة العربية (1979 - 1982).
- رئيسة تحرير مجلة الربيع العربي التي صدرت في لندن (1986 - 1991).
- كاتبة مقالات منذ الستينات.
- مسؤولة لجنة مجلة كويت التحدي حتى تحرير الكويت.
- كتبت ثماني عشرة سيرة لشهداء الكويت حولت إلى مسلسلات إذاعية.
- المنسقة العامة لمجلة كويتيات أول مجلة تصدر على الإنترنت في العالم العربي (فبراير 2000).
- ترأست مجلة نحن الكويتيات التي أصدرتها مجموعة من نساء الكويت في لندن لتسهم في إبراز ما حصل في الكويت إبان الغزو العراقي للكويت (1991).
- أصدرت وترأست تحرير مجلة صوت المرأة الكويتية التي صدرت في لندن.
- تقدمت بمشروع لأول مؤتمر للمرأة الكويتية في المهن الطبية وتحول المشروع إلى واقع في 4 مارس 2000.
- طرحت مبادرة الوحدة النسائية الكويتية بهدف نيل الحقوق السياسية للمرأة الكويتية.
- المنسقة العامة للنصب التذكاري الوجود الثابت (1999 - 2002) وقد تسلمت الموقع رسميا في ساحة العلم من بلدية الكويت (نوفمبر 2001).

## وصلات خارجية
موقع الاتحاد العام لعمال الكويت - نورية السداني